# Олсон, Клиффорд
Кли́ффорд Ро́берт О́лсон (англ. Clifford Robert Olson; 1 января 1940, Ванкувер, Британская Колумбия — 30 сентября 2011, Лаваль, Квебек) — канадский серийный убийца, который был признан судом виновным в убийстве 11 детей и подростков в начале 1980-х годов. Отбывал пожизненное заключение.

## Краткая биография
Клиффорд Олсон родился в провинции Британская Колумбия. Ещё с детства часто попадал в полицию, был хулиганом в школе. Во взрослом возрасте уже имел несколько судимостей по обвинению в мошенничестве, вооружённом ограблении и сексуальном насилии. Во время арестов и заключения в тюрьме начал сотрудничать с полицией, собирал данные на других преступников и за это досрочно освобождался.

## Преступления и расследования
В 1980 году в окрестностях Ванкувера начали исчезать дети. В ноябре 1980 года из своего дома исчезла 12-летняя Кристина Веллер, которую нашли мёртвой с признаками пыток и сексуального насилия только через месяц. В апреле следующего года пропал 13-летний Коллин Дейн, а через неделю и 16-летний Даррен Джонсрад. Оба были найдены мёртвыми в мае того же года со следами пыток. Всего через две недели после этих убийств исчезла 16-летняя Сандра Вульфстайнер, а в июне не вернулась домой 13-летняя Ада Корт. Местная полиция начала поиски, однако вместо этих пропавших детей в озере обнаружили тело 14-летней Джуди Козьмы, которая исчезла ещё раньше.
В списке подозреваемых, составленном полицией, учитывая его предыдущие судимости, фигурировал и Олсон, однако никаких арестов произведено не было. Но даже в качестве подозреваемого Олсону удалось убить ещё четырёх детей в последнюю неделю июля того же года. Убийств могло быть ещё больше, если бы полиция не остановила Олсона для проверки, когда он подобрал на трассе двух женщин. Среди вещей в его машине был найден блокнот Джуди Козьмы, и подозрение пало непосредственно на Олсона. Когда его обвинили в нескольких других убийствах, Олсон решил договориться с полицией и обменять данные о погибших детях на деньги, которые полиция должна была выплатить его жене. Установив цену в 10 тысяч долларов за тело, Олсон отметил места захоронения его жертв.

## Суд и заключение
За 11 убийств Клиффорд Олсон был приговорен к 11 срокам пожизненного заключения. Несмотря на это, в течение нескольких последующих лет он продолжал подавать апелляции и даже издевался над родственниками его жертв, посылая им из тюрьмы письма с описаниями страданий их детей. В 2011 году разразился новый скандал вокруг Олсона, когда стало известно, что даже в заключении он продолжал получать государственную пенсию. 30 сентября 2011 года Клиффорд Олсон умер от рака в тюрьме города Лаваль в Квебеке.